# Ficaja
Ficaja (korsisch Ficaghja) ist eine Gemeinde im französischen Département Haute-Corse auf der Insel Korsika. Sie gehört zum Kanton Casinca-Fiumalto. Die Bewohner nennen sich Ficajais oder Ficaghjacci. Das besiedelte Gebiet liegt durchschnittlich auf 570 Metern über dem Meeresspiegel und besteht aus den Dörfern Ficaja und Ezao. Die Nachbargemeinden sind La Porta im Westen, im Norden und im Nordosten, Scata im Osten, San-Damiano im Südosten sowie Croce im Süden und Südwesten.

## Bevölkerungsentwicklung
| Jahr      | 1962 | 1968 | 1975 | 1982 | 1990 | 1999 | 2008 | 2016 |
| --------- | ---- | ---- | ---- | ---- | ---- | ---- | ---- | ---- |
| Einwohner | 116  | 84   | 54   | 48   | 48   | 34   | 49   | 51   |

## Sehenswürdigkeiten
- Kirche der Unbefleckten Empfängnis (Église paroissiale de l'Immaculée Conception)
- Kapelle San Roccu
- Kapelle Sainte-Marie
- Verkündigungs-Kapelle (Chapelle de l'Annonciation)

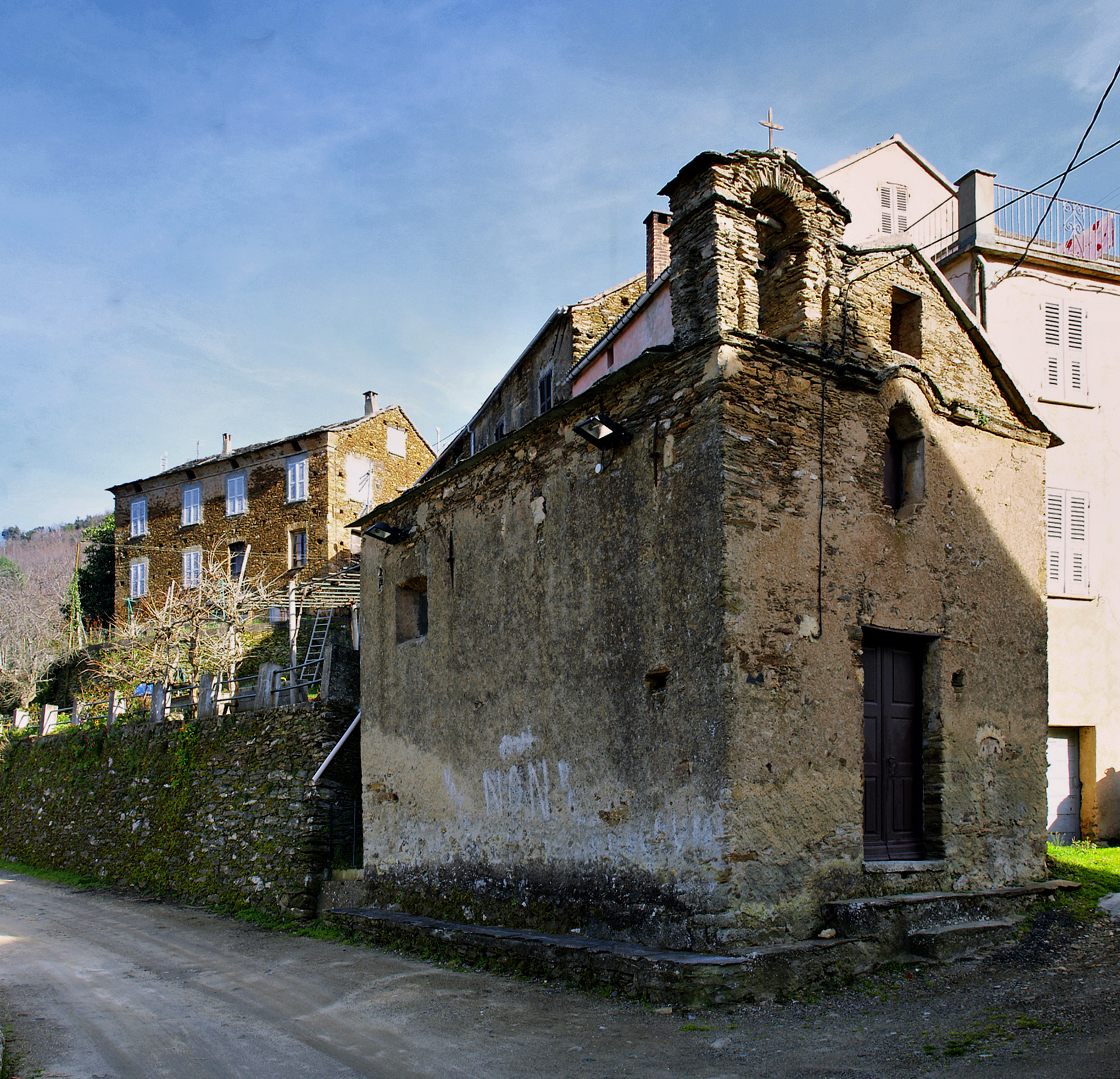
Kapelle San Roccu
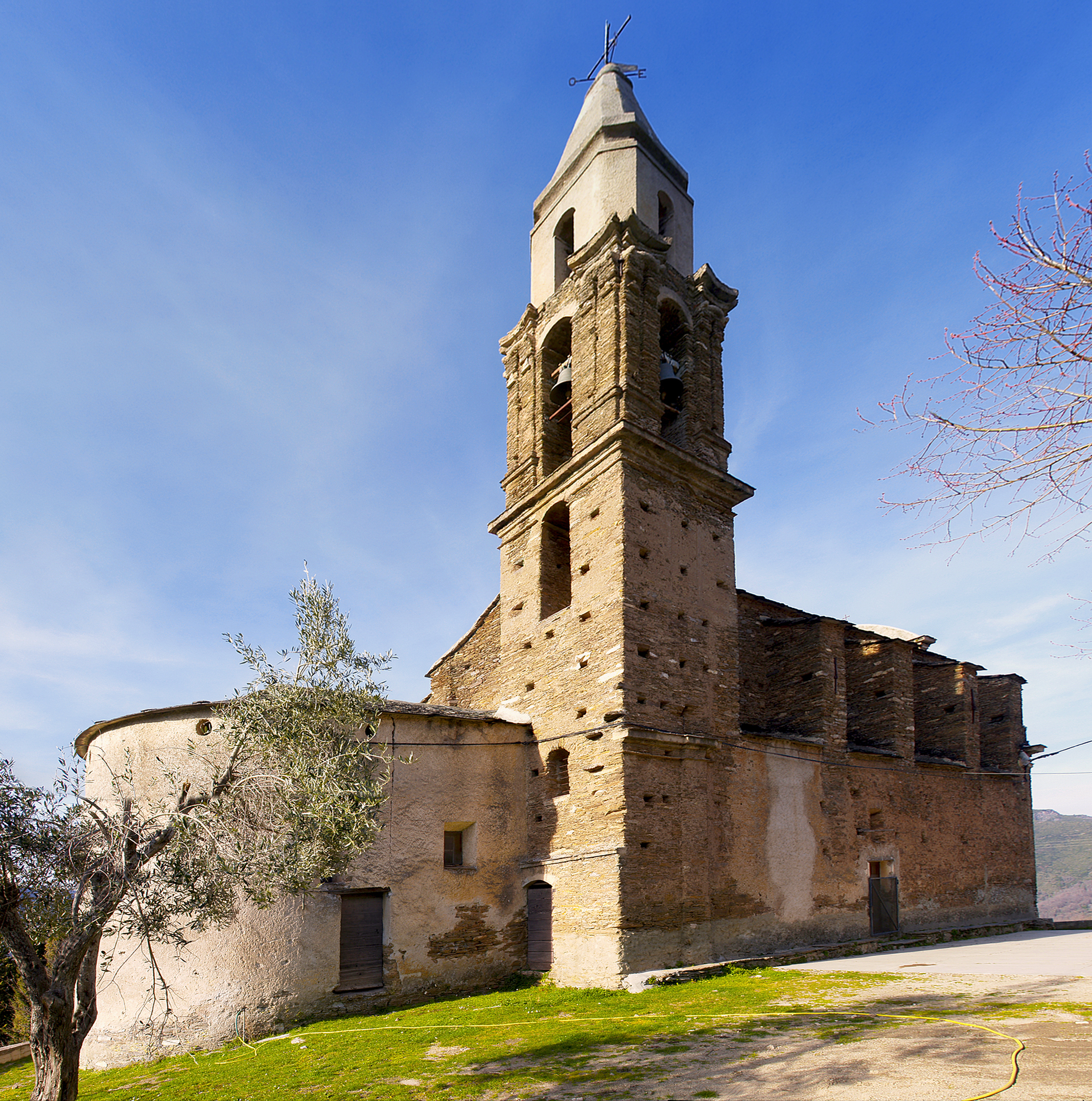
Kirche der Unbefleckten Empfängnis